# Prokop den store

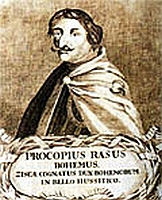
Prokop den store

Andreas Prokop "den store" (tjeckiska: Prokop Veliký eller Prokop Holý), född mellan 1380 och 1390, död den 30 maj 1434, var en tjeckisk husitisk präst, andlig och politisk ledare för den taboritiska församlingen i fält (1426).

## Kronologisk översikt
| - 1419: följde Jan Žižka till Plzeň - 1420: deltog i slaget vid Sudoměř på vägen till Tábor (25/3) - 1421: medlem av en taboritisk delegation till Prokopssynoden i Prag, tillsatt som kyrkoherde vid den helige Petrus kyrka i Poříčí, häktad på order av Gamla stadens råd, verkade därefter i Nya staden - 1423: deltog i den andra debatten mellan utrakvister och taboriter på Konopiště, där han firade gudstjänst i mässkrud som tecken på god vilja - 1424: deltog vid den taboritiska synoden i Klatovy - 1426: utnämnd till överste hövitsman för taboriterna, förde befäl över en styrka som belägrade Ústí nad Labem, överbefälhavare för de förenade husitiska styrkorna i slaget vid Ústí nad Labem (16/6), förde befäl över en taboritisk styrka som belägrade Poděbrady (juli–okt), undsatte Břeclav (nov) - 1427: förde befäl över ett taboritiskt fälttåg till Österrike, där han besegrade Reinprecht von Walsee i slaget vid Zwettl (14/3), förde befäl över ett förebyggande fälttåg till Lausitz (Luban) och Schlesien (Złotoryja) (maj–juli), överbefälhavare för de förenade husitiska styrkorna som slog fjärde korståget på flykten vid Tachov (4/8), intog Tachov (11–14/8), slöt vapenstillestånd med landsfreden i Plzeň på villkor av debatt i trosfrågor, förde befäl över en styrka som belägrade Kolín (sept–dec), - 1428: förde befäl över den taboritiska församlingen i fält vid fälttåget till Mähren, Ungern och Schlesien, förde befäl över ett taboritiskt fälttåg till Österrike (Wien), förde befäl över en taboritisk styrka som belägrade Bechyně (juli–okt), förlikade prästerskapet i Prag (nov), förde befäl över ett taboritiskt fälttåg till Österrike (nov–dec) - 1429: ledde en husitisk delegation till förhandlingar med kung Sigismund i Pressburg (april), belägrade på vägen hem Eggenburg i Österrike, deltog därefter vid lantdagen i Prag (23/5), började förespråka en kompromissuppgörelse med kung Sigismund och kom i konflikt med de faderlösa, ledde därefter en andra husitisk delegation till förhandlingar med kung Sigismund i Pressburg (juli), slöt på vägen hem förbund med Zikmund Korybutovič, sammankallade därefter en andra lantdag i Prag (15/8), fortsatta förhandlingar med kung Sigismund stoppades dock av de faderlösa, hjälpte Gamla staden att bilägga sin konflikt med Nya staden (sept), förde befäl över en styrka i fälttåget till Lausitz (okt–nov) - 1429–1430: överbefälhavare vid fälttåget till Meißen | - 1430: slöt avtal med kurfursten Fredrik I av Brandenburg i Beheimstein om att husiterna skulle få möjlighet att höras (feb), förde befäl över ett fälttåg till Schlesien, uppehöll sig därefter i Nymburk, där han ägnade sig åt korrespondens angående fångar och lösesummor (maj), förde befäl över ett taboritiskt fälttåg till Šternberk i Mähren (juni–aug), mobiliserade de husitiska styrkorna i Plzeň-området på grund av angreppshot, förde befäl över en undsättningsexpedition till Schlesien (Niemcza) - 1431: deltog vid lantdagen i Kutná Hora (feb), ledde en husitisk delegation till kung Vladislav II av Polen i Kraków (mars), deltog vid lantdagen i Prag (maj), förde befäl över ett fälttåg till övre Lausitz och Schlesien (maj–juni), överbefälhavare för de förenade husitiska styrkorna som slog femte korståget på flykten vid Domažlice (14/8), förde befäl över ett fälttåg till Övre Ungern, vilket åter slutade i konflikt med de faderlösa (okt–nov), vid slutet av året sjuk i Kutná Hora - 1432: slöt avtal med Oldřich z Rožmberka i Třeboň, deltog vid lantdagen i Prag (feb), där taboriterna och de faderlösa förlikades och man enades om villkoren för en delegation till Basel, förde befäl över ett fälttåg till nedre Lausitz och Brandenburg (mars–april), deltog i en tredje husitisk delegation till förhandlingar i Cheb (maj), förde befäl över ett fälttåg till Mähren och Schlesien (juni), slöt två års vapenstillestånd med hertigarna av Schlesien, deltog vid lantdagen i Kutná Hora (sept), där medlemmarna i delegationen till Basel utsågs - 1432–1433: ledde den husitiska delegationen till konciliet i Basel - 1433: deltog i förhandlingarna med konciliets legater vid Treenighetsdagen i Prag (juni), inledde belägringen av Plzeň (juli), avsatt och en kort tid fängslad (sept), gav sig av till Nya staden, deltog i Martinsdagen i Prag - 1434: flydde från Nya staden vid adelsförbundets kupp (6/5), samlade förstärkningar i Tábor, belägrade Borotín, stupade i slaget vid Lipany |

## Personlighet
Eneas Sylvius Piccolomini (senare påve med namnet Pius II), som personligen lärde känna Prokop vid Baselkonciliet, gav följande bild av honom i ett brev till kardinal Carvajal. Prokop ska ha varit av medellängd men kraftigt byggd, svartmuskig med livliga och stora ögon som blixtrade av intelligens. Han hade en skarpt skuren näsa och bar mustasch men var i övrigt renrakad, till skillnad från det gängse bruket med långt skägg hos taboritiska präster. Därav tillnamnet Holý (bar, kal). Prokop var ingen stor talarbegåvning men uttryckte sig innerligt och uppriktigt, åtföljt av livlig gestikulation. Ur källorna framgår att Prokop till sin karaktär var vidsynt, kanske som en följd av sina resor i Europa under uppväxten. Vidare beskrivs han som besinningsfull, förnuftsmässig, principfast och omutlig. Han var mer politiker än präst och hyste överhuvudtaget ovilja mot teologiska frågor. Genom sin vidsynthet stod han över prästerskapets dogmatiska käbbel. Han törstade inte efter ära eller anseende och lät aldrig framgångarna stiga sig åt huvudet. Politiskt samarbetade han med Jan Želivský. Religiöst var han anhängare av remanensläran och mittenfalangen i Tábor men motståndare till pikarterna.

## Bakgrund
Systerson till Heinrich från Aachen, borgare i Gamla staden. Denne adopterade Prokop efter systerns död och tog honom med på handelsresor i Europa, under vilka de bland annat besökte Spanien, Italien och Heliga landet. Prokop prästvigdes senare och ägnade sig åt ett intensivt studium av Bibeln fram till husitrevolutionen.

## Citat
Gud ska veta att det var er sida som utan vår förskyllan inledde ett anfallskrig mot oss genom korstågen, som med eld och svärd förhärjade kungadömet Böhmen.
(anförande av Prokop Holý vid Treenighetsdagen i Prag 1433, riktat till konciliets delegater, övers. enligt Šmahel)
Broder Prokůpek, ledare för de faderlösas styrkor!
Må den Allsmäktige, som efter stormar skänker klarhet och efter sorg skänker tröst, vara med dig, broder i Kristus som är mig kärare än alla andra! Jag kan upplysa om att de svekfulla adelsherrarna och borgarna från Gamla staden med Guds tillåtelse har överfallit våra kära bröder i Nya staden. Några av dem dödades och staden intogs, vilket jag själv bevittnade. Därför vore det bäst om du lämnar allt annat och drar från Plzeň till Sedlčany. Čapek sammankallar säkert en stor styrka och vi från Tábor likaså, om allt går väl. För det är bättre att dö än att inte hämna våra kära bröders uppsåtligen spillda och oskyldiga blod. Gud vare med dig, med vetskap om att Han tröstar efter att ha bestraffat!
(brev från Prokop Holý till de faderlösas ledare Prokůpek inför slaget vid Lipany, övers. enligt Macek)